# Карибян, Борис Варданович
Борис Варданович Карибян (род. 24 декабря 2001, с. Акунк, Армения) — российский боксёр. Мастер спорта России по боксу. Победитель первенств Европы, первенства и кубка России.

## Биография
Родился 24 декабря 2001 года в селе Акунк Республики Армения.
Ставрополь, 24 декабря – АиФ-СК. Борис Карибян из Северной Осетии завоевал золотую медаль на турнире по боксу в Москве, сообщает пресс-служба Министерства по делам молодежи, физической культуры и спорта республики.
Борис Карибян (1-0) в первом бою профессионального бокса нокаутировал другого дебютанта - чемпиона Сингапура Мохамеда бен Хамида (0-1). Бой проходил в основном карде бойцовского вечера в Горячем Ключе.
Боксер из Северной Осетии Борис Карибян стал победителем международного турнира, посвященного памяти российских воинов, погибших в Афганистане и других «горячих точках». Соревнования проходили в Хабаровском крае в городе Комсомольск-на-Амуре.
В составе сборной России в весовой категории 52 кг победителем стал Борис Карибян. В полуфинале Борис выиграл у чемпиона Азии и Азиатских игр 2017 года из Узбекистана, в финале одержал верх над Никитой Ребровым из Челябинска. Победа на турнире принесла Карибяну звание мастера спорта России.

## Спортивные достижения
- Победитель первенства Европы 2015[9][10][11][12][13] — ;
- Победитель Чемпионата Европы 2017 Болгария [14]— ;
- Победитель Чемпионата России 2017 2018[15][16][17] — ;
- Победитель кубка России 2017-2018[18][19][20]— ;

Профессиональные бои
- Первый полулёгкий вес - до 55,338кг  Борис Карибян - Ravil Mukhamadiyarov 2022 | Победа
- Первый полулёгкий вес - до 55,338кг Борис Карибян - Bin Hamid Mohamed Hanurdeen 2022 | Победа[1]